# Deltopauropus luteus
Deltopauropus luteus är en mångfotingart som beskrevs av MacSwain och Lanham 1948. Deltopauropus luteus ingår i släktet Deltopauropus och familjen Brachypauropodidae. Inga underarter finns listade i Catalogue of Life.